# Мезенцев, Дмитрий Фёдорович
Дми́трий Фёдорович Ме́зенцев (род. 18 августа 1959, Ленинград) — российский государственный деятель и дипломат. Полномочный представитель президента Российской Федерации в Конституционном суде Российской Федерации с 17 апреля 2025 года. Государственный секретарь Союзного государства России и Беларуси с 19 марта 2021 по 17 апреля 2025 года. С 30 апреля 2019 по 19 марта 2021 года — чрезвычайный и полномочный посол Российской Федерации в Белоруссии.
Губернатор Иркутской области с 8 июня 2009 по 18 мая 2012 года. Член Совета Федерации и представитель от Администрации Иркутской области (2002—2009). Генеральный секретарь Шанхайской организации сотрудничества с 1 января 2013 по 31 декабря 2015 года. С 1 января 2016 по 30 апреля 2019 года — член Совета Федерации от Сахалинской области.
Кандидат психологических наук. Член Союза журналистов России, чрезвычайный и полномочный посол.
Из-за причастности к депортации украинских детей в ходе российского вторжения на Украину находится под санкциями 27 стран Евросоюза, Украины и США.

## Биография
Родился 18 августа 1959 года в Ленинграде.
В 1976 году окончил ленинградскую среднюю школу № 509, в 1981 году — Ленинградский институт инженеров железнодорожного транспорта.
Работал мастером цеха в одном из депо Октябрьской железной дороги.
В 1983—1984 годах — заведующий орготделом Ленинского райкома ВЛКСМ, ответорганизатор Ленинградского обкома ВЛКСМ, заведующий сектором Ленинградского горкома ВЛКСМ.
В 1984—1990 годах служил офицером в армии, был сотрудником армейской печати. С января 1988 года — член Союза журналистов СССР.
В 1990—1993 годах был депутатом Ленинградского горсовета. На момент избрания депутатом был секретарём комитета ВЛКСМ батальона курсантов Ленинградского высшего училища железнодорожных войск и военных сообщений им. М. В. Фрунзе.
В 1990—1991 годах был руководителем пресс-центра совета и Ленгорисполкома.
В 1991—1996 годах — председатель комитета по печати и СМИ мэрии Санкт-Петербурга (в этот же период комитет по внешним связям мэрии возглавлял Владимир Путин). После поражения мэра Санкт-Петербурга А. А. Собчака на выборах 1996 года переехал в Москву.
С 1996 года — заместитель председателя Государственного комитета Российской Федерации по печати Ивана Лаптева.
В 1998 году защитил в Санкт-Петербургском государственном университете диссертацию на соискание учёной степени кандидата психологических наук на тему «Психология влияния средств массовой информации на формирование политических установок личности».
В 1999 году — докторант МГИМО.
В ноябре 1999 года стал президентом Центра стратегических разработок, который обеспечивал избирательную кампанию президента В. В. Путина в 2000 году.
16 января 2002 года назначен представителем в Совете Федерации от Администрации Иркутской области, с января 2004 года — заместитель председателя Совета Федерации, курировал информационную политику и экономические вопросы.
28 мая 2009 года его кандидатура была представлена президентом Российской Федерации Дмитрием Анатольевичем Медведевым на пост губернатора Иркутской области. 8 июня 2009 года кандидатура Мезенцева утверждена на сессии Законодательного собрания Иркутской области.
Председатель Правления Делового совета Шанхайской организации сотрудничества (4 июня 2009 года избран повторно).
Член Президиума Государственной комиссии по вопросам социально-экономического развития Дальнего Востока, Республики Бурятия, Иркутской области и Забайкальского края.
Член Правительственной комиссии по высоким технологиям и инновациям, Комиссии при президенте России по вопросам развития информационного общества. Входил в состав Совета при президенте России по развитию физической культуры и спорта, спорта высших достижений, подготовке к проведению XXII Олимпийских игр и XI Паралимпийских зимних игр 2014 в Сочи.
Заведующий кафедрой политической психологии Санкт-Петербургского государственного университета (с 2009 года по настоящий момент).
С 18 декабря 2010 по 5 июля 2011 года — член президиума Государственного совета Российской Федерации.
8 июня 2011 года Дмитрий Мезенцев опоздал по служебным обстоятельствам на самолёт регулярного рейса Аэрофлота SU748 Иркутск-Москва, в результате чего рейс был задержан на один час наземными службами аэропорта, однако сам Мезенцев распоряжений о задержке рейса не давал. Переговоры пилота Андрея Литвинова и наземной службы аэропорта попали в интернет. По факту задержки рейса Восточно-Сибирская транспортная прокуратура назначила проведение проверки. 27 июня 2011 года Байкало-Ангарская транспортная прокуратура признала незаконной задержку авиарейса диспетчером. Губернатор Мезенцев извинился перед пассажирами авиарейса, пояснив при этом, что причиной опоздания стало заседание Законодательного собрания Иркутской области, где обсуждался отчёт по работе правительства региона, которое нельзя было пропускать, так как оно входит в список обязанностей губернатора. Литерным рейсом губернатор не стал пользоваться, поскольку это слишком дорого для бюджета региона.
Пытался участвовать в выборах на пост президента России в 2012 году. 14 декабря 2011 года Профсоюзный комитет Восточно-сибирской железной дороги РЖД выдвинул Дмитрия Фёдоровича Мезенцева кандидатом в президенты России. Данное решение поддержал глава Российских железных дорог Владимир Якунин. ЦИК РФ отказал Мезенцеву в регистрации, так как после отбраковки части подписных листов у него оказалось недостаточно подписей.
18 мая 2012 года был отправлен в отставку с поста губернатора Иркутской области, с формулировкой «по собственному желанию». И. о. губернатора был назначен Сергей Ерощенко.
7 июня 2012 года главы государств-члены Шанхайской организации сотрудничества приняли решение о назначении Мезенцева генеральным секретарём этой организации. Занимал эту должность с 1 января 2013 по 31 декабря 2015 года.
С января 2016 года приступил к осуществлению полномочий члена Федерального собрания Российской Федерации от исполнительной власти Сахалинской области. Являлся председателем Комитета Совета Федерации по экономической политике. Срок полномочий сенатора — до сентября 2019 года.
30 апреля 2019 года в обход статьи 2 Федерального закона «О Чрезвычайном и Полномочном После Российской Федерации в иностранном государстве…», а именно без консультаций с соответствующими комитетами или комиссиями палат Федерального собрания, указом президента Российской Федерации назначен чрезвычайным и полномочным послом Российской Федерации в Белоруссии. 19 марта 2021 года был указом президента освобождён от занимаемой должности. В тот же день был назначен А. Г. Лукашенко Государственным секретарём Союзного государства России и Белоруссии, сменив на посту Григория Рапоту.
С 17 апреля 2025 года — полномочный представитель президента Российской Федерации в Конституционном суде Российской Федерации.

## Семья
Жена — Евгения Евгеньевна Фролова (род. 1977), доктор юридических наук, профессор, заместитель директора ИГП РАН.
Дочь Дарья (род. 1988) — студентка Санкт-Петербургского государственного университета технологии и дизайна. Окончила Международную школу педагогического университета им. А. И. Герцена в Санкт-Петербурге. В 2008 году у неё родился сын.
Отец — Фёдор Дмитриевич Мезенцев — полковник в отставке, фронтовой корреспондент.
Брат — Александр Фёдорович Мезенцев (1949—2013) — генерал-майор, бывший глава администрации города Байконур.

## Санкции
23 февраля 2024 года Мезенцев включён в блокирующий санкционный список США против «лиц причастных к насильственной передаче и депортации украинских детей в лагеря, способствующие идеологической обработке детей в России, Белоруссии и оккупированном Россией Крыму». Власти США отмечали что Мезенцев лично помогал организовывать вывоз детей из Украины в Белоруссию, объявлял о решении «приютить» 1050 детей из Украины, а также посещал лагеря, в которых находились депортированные дети из Украины. Ранее, 18 ноября 2023 года, Мезенцев был включён в санкционный список Украины.
24 июня 2024 года включён в санкционные списки стран Европейского союза как причастный к насильственной депортации и похищению украинских детей в Белоруссию:

На своём посту Мезенцев способствует незаконной депортации и усыновлению украинских детей. Он содействует незаконной депортации в Белоруссию и перевоспитанию украинских детей. Его деятельность является частью стратегии России по депортации граждан Украины, к которой причастна Белоруссия. С начала войны Россия переместила множество украинских граждан на оккупированные Россией территории, в саму Россию и Белоруссию, при этом зачастую отказывая или препятствуя безопасному проезду этих граждан в подконтрольные правительству регионы Украины. Действия Мезенцева нарушают права украинских детей и посягают на украинское законодательство и административный регламент.— «Официальный журнал Европейского союза», Брюссель, 24 июня 2024 года

## Награды
- Орден Почёта (18 июля 2005) — за активное участие в законотворческой деятельности и многолетнюю плодотворную работу[32].
- Медаль «За строительство Байкало-Амурской магистрали».
- Офицер ордена Почётного легиона (Франция, 2007)[33].
- Орден «За заслуги перед Отечеством» IV степени (21 июля 2007) — за большой вклад в развитие российского парламентаризма и активную законотворческую деятельность[34].
- Медаль дружбы и сотрудничества между Китаем и Россией (КНР, 14 ноября 2007) — за вклад в развитие китайско-российских отношений и успешное проведение Национального года России в Китае и Национального года Китая в России[35].
- Почётная грамота президента Российской Федерации (19 августа 2009) — за заслуги перед государством и многолетнюю плодотворную деятельность[36].
- Орден Александра Невского (2015)[33].
- Орден «За заслуги перед Отечеством» III степени (29 апреля 2019) — за большой вклад в развитие парламентаризма, активную законотворческую деятельность и многолетнюю добросовестную работу[37]
- Медаль Столыпина П. А. II степени (7 июня 2025) — за большой личный вклад в развитие Союзного государства и интеграционных процессов Российской Федерации и Республики Белоруссия в период исполнения обязанностей Государственного секретаря Союзного государства[38]